# Nyírlövő
Nyírlövő község Szabolcs-Szatmár-Bereg vármegyében, a Kisvárdai járásban.

## Fekvése
A vármegye és egyben a Nyírség északkeleti részén fekszik, Kisvárdától mintegy 9 kilométerre keletre. A környező más települések közül Pap 5, Lövőpetri 4, Szabolcsbáka 9, Újkenéz 16, Tornyospálca 21, Aranyosapáti 8,5, Vásárosnamény 23 kilométer távolságra található.
A közvetlen szomszédos települések: észak felől Tornyospálca, kelet felől Aranyosapáti, dél felől Lövőpetri, nyugat felől pedig Pap.

### Megközelítése
Csak közúton érhető el, Kisvárda vagy Aranyosapáti felől, mindkét irányban a 4109-es úton. Lövőpetrivel az előbbi útból a község keleti részén kiágazó 41 107-es számú mellékút köti össze.
Az ország távolabbi részei felől a 4-es főúton a legegyszerűbb megközelíteni, kisvárdai letéréssel.

## Története
Nyírlövő magyar község, a mai Szabolcs-Szatmár-Bereg vármegye északi részén található, Kisvárdától kb. 10 kilométerre, keletre. A falu területe 791 hektár (1374 kat. hold), amiből 68 hektár belterület (1985-ös adat). Lakosainak száma 713 fő, a magyarokon kívül más ajkú lakosság nem lakja, és a szakirodalomban sem találni arra példát, hogy régebben lakta volna.
Közigazgatásilag Nyírlövő jelenleg a Kisvárdai járáshoz tartozik. Korábban többször változott beosztása: 1876-ig a kisvárdai járáshoz tartozott, az 1876. évi közigazgatási reform szerint a kisvárdai felső járáshoz sorolták, ezt követően 1895 és a második világháború között a tiszai járás községe volt, majd a II. világháború után újra a kisvárdai járás (ill. a kisvárdai városkörnyék) települése lett. Törvénykezési beosztása szerint Nyírlövő a legkorábbi ismert adatoktól (1872-től) kezdve folyamatosan Kisvárdához tartozott, a II. világháború után járásbíróság és városi járási ügyészség is működött Kisvárdán. A rendszerváltás előtt Nyírlövő a Pap község székhelyű, községi közös tanács társközsége volt.
Nyírlövő jellegzetes nyírségi, szalagtelkes, eredetileg egyutcás útifalu. Fő utcája, a Kossuth utca nyugat-kelet irányú. A 19. század végétől a falu dél felé terjeszkedett, a szomszédos Lövőpetri felé, ekkor épült be a Bákai út (Vöröscsillag utca). A telkek soros beépítésűek.
Lövő első említése a Váradi regestrumban 1220-ból származik. Az idevaló Márk poroszló (pristaldus Marco de Luveu vagy Luueu) nevében tűnik fel először a falu neve. Lövő ekkor a borsovai határ-várispánság kötelékébe tartozott. A 13. században már kisnemesi falu volt, az e helyről elnevezett Lővey család bírta. A család leszármazottai itt éltek és birtokosok voltak még a 19. században is.
A környéken a középkor folyamán több Lövő helységnév is előfordult, és a szakirodalom néhol egymásnak ellentmondóan azonosítja ezek elhelyezkedését és köti hozzájuk a különböző említéseket. Lövő déli szomszédja, Lövőpetri nem tartozik közéjük, hiszen a középkorban csak Petri volt a neve, és Nyírlövő a közelségével kapcsolatos Lövő előtagot, amely Pócspetritől való megkülönböztetésére szolgál, csak az újkorban nyerte.
Németh Péter: A középkori Szabolcs megye települései. Nyíregyháza, 1997. Ethnica
A 13. században már állt itt, Lövő közelében egy másik, Váras jelzővel illetett Lövő is, amelynek nevét a 19. században még a Földvár határnév őrizte. Ez a település 1347-ben még állott, mára Pap határába olvadt be. Ugyanaz az oklevél említ egy harmadik Lövőt is, amelynek Csobok- (vagy Csobod-) Lövő (Chobokleueu) a neve és az oklevél szerint Váraslövővel(?) és Zsurkkal érintkezett (Csobodlövő mára Tiszabezdéd határába olvadt bele mint Csobai hegy). A 15. században a Lővey család bírta mind a három Lövőt, s a birtoklás zavartalan maradt a 18. század végéig.
1325-ben említik első ízben Tamás fia Péter Lövőbe való nemest (Petrus filius Thome de Luev), aki peres ügyben volt kiküldött (1325, 1332) és Veresmart ügyében tanúskodott (1329. Petrus filius Thome de Lveu). Testvéreivel, Istvánnal (Stephanus filius Thome de Luueu), Lászlóval és Benedekkel 1327-ben együttesen tiltakoztak az ellen, hogy a Gutkeled nembeli Keled fia István fiai a Lövővel szomszédos Tatártelke birtokot idegeneknek adják el.
Egy 1332-ből származó említés szerint Lövő (nobilis de Luo, possessio Leoweo) ekkor is már Petrivel volt szomszédos. A borsovai esperességben fekvő, Szent László tiszteletére szentelt egyházának István nevű papja (Stephanus sacerdos Sancti Regis Ladislai de…) 1332-ben ismeretlen összegű pápai tizedet fizetett.
1412-ben mint kápolnát említik.
1413-ban a falu predium Oltaruslewew néven való említésével találkozunk, 1430-ban és 1458-ban a Lewe írásmód, 1428-ban és 1489-ben pedig a Lewev alak fordul elő. 1453-ban a Lővey (Leőwy) család címadományozásával kapcsolatban szerepel a helység neve. Lovár alakban is találkozhatunk a helység nevével.
A három Lövő emléke élt még a 16. század végén is. Egy tanúvallatás során 1586-ban elmondották: „Ezek a Városlövetek is három Lövőt birnak, egyik Csomoklevő, most ott vagyunk, a harmadik Gyümölcsöslevő, ezek pedig a három Levők Szabolcs megyében vagynak.” A Lővey család pereskedése és osztozkodása során számos határnév bukkant fel a 16-18. század folyamán is. E perekből azért annyit meg lehet állapítani, hogy a 16. század közepén Gyümölcsöslövő praedium, azaz puszta volt; ez a helység mára Pap határába olvadt be. Az 1552-ben keletkezett dézsmaösszeírásban már csak egy Lövő szerepel, 55-60 lakossal. 1618-ban ugyancsak egy Lövőt említve, a négy Lővey családbelinek 24 jobbágycsaládja volt a faluban.
A 18. században már néhány más birtokos neve is feltűnt itt (Gerzon és Tömösváry család), de az alapító család még mindig a falu legnagyobb részét bírta. A század második felében 318 lélek lakta Lövőt, és a falu 42 házból állt.
Lipszky János, Joannes: Mappa generalis regni Hungariae partiumque adnexarum Croatiae, Slavoniae et confiniorum militarium magni item principatum Transylvaniae. Pesthini [Karacs], 1806. 2. tábla, részlet
Az 1784-ben készült első katonai felmérés térképrészlete egyutcás útifaluként ábrázolja Lövőt. A templom falu közepén, a kiszélesedő utca közepén helyezkedett el. Kb. 50 házat lehet megszámolni, de az utcával párhuzamosan állók telekvégi csűrök is lehetnek. Már ekkor megjelentek a főutcára merőleges, a faluból kivezető dűlőutak a későbbi keresztutcák helyén. Két malmot is jelölt a térkép, mindkettőt a kiszélesedő főutcán, egy-egy kialakulóban lévő mellékutca torkolatánál ábrázolta. Lövőt a szomszédos Lövőpetrivel két dűlőút is összekötötte.
A falu legkorábbi földrajzi leírása német nyelvű, és Johann Matthias Korabinskytől származik: „Löwő, magyar falu Szabolcs vármegyében a kisvárdai járásban, Kisvárdától fél mérföldre, északra Döge áll. A Lövei családé. Református temploma van.”
Vályi András a következőképpen írta le 1796-ban a falut: „Magyar falu Szabolcs Várm. földes Ura Lövei Uraság, lakosai katolikusok, és reformátusok fekszik Kapocs Apátinak szomszédságában, és annak filiája, határja jó, dinnyét is termesztenek lakosai, el adásra módgya helyben is, mivel az Országnak úttyában vannak, legelőt bérben tartanak.”
1808-ban a község teljesen leégett, így a református temploma is.
Az 1808-ban megjelent Lipszky-féle adattár (repertorium), csak annyit árul el Lövőről, hogy Szabolcs vármegyében fekvő falu, és hogy csak ez az egy magyar neve létezik.
A 19. századból már számszerű adatok is rendelkezésünkre állnak. 1828-ban 54 háza és 401 lakosa volt Lövőnek, ebből 179 római ill. görögkatolikus, és 222 református ill. evangélikus. (Más vallású: ortodox vagy zsidó nem volt.) 1851-ből már 63 házról és 365 lélekről tudósít Fényes Elek leírása. Eszerint a falu „határa homokos, sok helyen mocsáros, rozsot, tengerit, burgonyát és dohányt terem, tulajdonképen rétjei nincsenek. A határkiterjedése 1050 hold, mellyből urbériség 220 hold, a többit birják a szathmári püspök, Lövey Gergely, Temesváry Ferencz. Lakja 63 házban 365 lélek, kik töbnyire reformatusok, helybeli anyatemplommal. Van itt egy szeszgyár is.”
A második katonai felmérés térképszelvényén (1856-60 között) a még mindig jellegzetes útifalu képét mutató Lövőben már megfigyelhető két, dél felé növekvő, a főutcára merőleges keresztutca is. Lövőpetri is Lövő felé terjeszkedett.
Victor Hornyánsky 1864-ben kiadott földrajzi lexikona leginkább a lakosság vallás szerinti eloszlásával szolgáltat újabb adatokat Lövőről: ekkor 304 református, 45 görögkatolikus 32 római katolikus és 32 zsidó lakosa volt. A falu ekkor a kisvárdai járáshoz és a kisvárdai közigazgatási területhez tartozott, az utolsó posta is Kisvárdán volt.
1877-ben Lövő 65 házzal és 517 lakossal a Kisvárdai felső járáshoz tartozott (az 1876. évi közigazgatási reform után). Lövőnek református (helvét) anyaegyháza volt, valamint a falu Kopócs-Apáti római katolikus és Bács-Aranyos görögkatolikus fiókegyháza volt. Ekkor 1366 kat. hold területtel rendelkezett. A nyíregyházi törvényszékhez, és a kisvárdai járásbírósághoz és adóhivatalhoz tartozott, utolsó postája is itt volt.
A harmadik katonai felmérés részlete, mely Lövőt 1884-ben ábrázolja, gyakorlatilag nem mutat különbséget az előző (1856-60 között készült) térképhez képest. Viszont jól kivehető rajta a tűz után újjáépített templom helye: a főutca déli házsorának közepén áll. Jelentős különbség figyelhető meg ugyanakkor a falut övező dűlőutak vonalvezetésében, sokkal inkább geometrikus jellegűnek ábrázolja ez a térkép.
Az 1895. évi helységnévtár adatai sokban megegyeznek az 1877-essel (református anyaegyház, Kopács-Apáti római katolikus és Bács-Aranyos görögkatolikus leányegyháza, nyíregyházi törvényszék, kisvárdai járásbíróság és adóhivatal, utolsó postája Kisvárdán). Új adatot jelent, hogy ekkor Lövőnek már 80 háza és 550 lakosa volt, úgy látszik ez a 20 év igencsak fejlesztően hatott a falura. Ekkor már a tiszai járáshoz tartozott, és Mándok izraelita leányegyháza is volt, és 1358 kat. hold területtel rendelkezett.
1900-ig nem változott a házak, ill. a lakosok száma. Lövőhöz közelebb is nyílt posta: Papon; távírója és vasúti állomása (ami ezidőtájt épült) pedig továbbra is Kisvárdán volt. A falu dűlő-nevei közül Bíró-fogás és Gerlát neveket említi meg ez az összeírás.
Az 1939-ben Dienes István szerkesztésében kiadott községi adattár[36] részletes statisztikai adatokat szolgáltat a faluról: „Nyirlövő. Kisközség a tiszai járásban. Területe 1368 kat. hold, amelyből szántó 1240, kert 8, szőlő 20, erdő 53 és terméketlen 47. Lakóinak száma 729 (343 férfi, 386 nő), mind magyar anyanyelvűek, akik közül 152 róm. kat., 135 gör. kat., 395 ref., 46 izr. és 1 egyéb. Lakóházainak száma 127. Ref. temploma van. Iskolái: 1 gör. kat. és 1 ref. elemi mindennapi népiskola, 1 gör. kat. és 1 ref. általános továbbképző. Lakóinak főfoglalkozása őstermelés. Birtokmegoszlása: kis- és középbirtok. Állatállománya 1935-ben: 171 szarvasmarha, 83 ló, 606 sertés és 268 juh. A község állandó piaca: Kisvárda, 10 km-re. Körorvos: Gyürén, 8 km-re. Legközelebbi közkórház és gyógyszertár: Kisvárdán. Hősi halottainak száma: 15. Vasúti állomása: Kisvárda. Utolsó posta és távirda: Pap.”
Az 1952. évi helységnévtárból kiderül, hogy Nyírlövő a második világháború után már önálló tanácsú község lett, újra a kisvárdai járáshoz tartozott, 6 km-re tőle, Kopócsapátiban volt a hozzá legközelebbi vasútállomás, viszont volt saját buszmegállója. Ekkor már működött itt fiókposta.
1967-ben még önálló tanácsú község volt Nyírlövő 819 lakossal és 200 házzal. A falu ekkor még a kisvárdai járáshoz tartozott, 9 km-re tőle, Kisvárdán volt a hozzá legközelebbi vasútállomás, a buszmegállót és a fiókpostát illetően nem változott semmi. Területe 1374 kat. hold volt, központi belterületéé 158 kat. hold.
1985-ben viszont községi közös tanács társközsége lett a falu jogállása, tanácsának a székhelye Pap volt. Területi beosztása szerint ekkor a kisvárdai városkörnyékhez tartozott. 791 hektár területtel és 794 lakossal rendelkezett, megindult a lakosságszám lassú csökkenése.

## Közélete

### Polgármesterei
- 1990–1994: Nagy Károlyné (független)[3]
- 1995–1998: Nagy Károlyné (független)[4]
- 1998–2002: Nagy Károlyné (független)[5]
- 2002–2006: Nagy Károlyné (független)[6]
- 2006–2010: Durbák Ferenc (független)[7]
- 2010–2014: Durbák Ferenc (független)[8]
- 2014–2019: Durbák Ferenc (független)[9]
- 2019–2024: Durbák Ferenc (független)[10]
- 2024– : Durbák Ferenc (független)[1]

A településen az 1994. december 11-én megtartott rendes polgármester-választás eredménytelenül zárult, mert az öt jelölt közül a választáson induló két hölgy – Nagy Károlyné, a hivatalban lévő polgármester és egyik kihívója, Dzsubák Istvánné – egyaránt 162-162 szavazatot szerzett meg a 404 érvényesen leadott szavazatból, ami által szavazategyenlőség alakult ki az első helyen. Az emiatt szükségessé vált időközi választást 1995. június 18-án tartották meg, ezen már csak a korábbi holtverseny két részese indult, és a helyi szavazók közel 60 %-a (megelőző fél évben ügyvezetőként) hivatalban lévő polgármester újraválasztását támogatta.

## Népesség
A település népességének változása:
| Lakosok száma | 676  | 673  | 674  | 646  | 630  | 645  | 632  |
|               | 2013 | 2014 | 2015 | 2021 | 2022 | 2023 | 2024 |

2001-ben a község lakosságának közel 100%-a magyar nemzetiségűnek vallotta magát.
A 2011-es népszámlálás során a lakosok 92,8%-a magyarnak, 0,3% cigánynak, 0,6% németnek, 0,3% ukránnak mondta magát (7,2% nem nyilatkozott; a kettős identitások miatt a végösszeg nagyobb lehet 100%-nál). A vallási megoszlás a következő volt: római katolikus 14,8%, református 52,4%, görögkatolikus 21%, felekezeten kívüli 1,6% (9,7% nem válaszolt).
2022-ben a lakosság 92,4%-a vallotta magát magyarnak, 1,1% ukránnak, 0,3% románnak, 0,2% szerbnek, 1,3% egyéb, nem hazai nemzetiségűnek (7,6% nem nyilatkozott; a kettős identitások miatt a végösszeg nagyobb lehet 100%-nál). Vallásuk szerint 12,7% volt római katolikus, 40,2% református, 17% görög katolikus, 1,3% egyéb keresztény, 0,2% ortodox, 3,3% felekezeten kívüli (25,2% nem válaszolt).

## Nevezetességei
- Három kúria állt a faluban, kettő a Lővey család egy-egy ágáé. Egyik, Leövey Jánosé a 19. század elején épült klasszicista stílusban, Leövey Istváné újabb, a harmadik pedig, amelyik Zuckermann Gusztávé, 1887ben épült.

A Műemlékek Országos Bizottsága által 1906-ban összeállított műemlékjegyzékben egyikük sem szerepelt, sem pedig a falu más épülete, pedig 1961-re már felkerült a műemlékek közé a klasszicista Leövey-kúria.
- Az 1895-ben épült, mai református templom figyelemre méltó felszerelési tárgyai arra engednek következtetni, hogy már a 16. század végén gazdag református gyülekezete lehetett a falunak. Ettől eltekintve a templom építéstörténetéről kevés adatunk van. A történeti források nem szólnak afelől, hogy régebbi katolikus templom jutott volna a református gyülekezet birtokába.

A templom anyakönyvei az 1766-os évtől vannak meg, ezekben fatemplom és harangláb létezéséről olvashatunk. Ugyanennek a megerősítését bizonyítja az 1809. évi debreceni összeírás is, amelyben leírják, hogy a nyírlövői református egyháznak „fa temploma - építtetett Tek. Lövei Julianna által, a régi időktől fogva Mater Eklesiának tartozott, de kerítés és eleség /birtok/ nélkül vala. Tornya két szép haranggal megékesítve, melyeket a Tek. Lövei Familea készíttetett a híres Eperjesi harangöntővel, Georgius Wier-rel 1646-ban.”
A falu 1808-ban teljesen leégett, mint már említettük. Ekkor égett le a temploma is, bár meg kell jegyeznünk, hogy a tűzvész évszáma nem teljesen bizonyos. Vagy legalábbis 1808. október 9. utáni időben lehetett a tűzvész, mivel a gyülekezet prédikátorának a jelentése még az ép templomról szól. Van azonban a vitkai református egyháznak egy körleveles protokolluma 1813. október 4-i dátummal, melyben „Tek. N. Szabolcs vármegyében helyeztetett Lövey Eklésia Tagjai Consistoriumának kérő Levelekben jelentik szerencsétlenségeket”, így a tűzvész dátuma esetleg erre az időpontra tehető.
A régi templom megmaradt berendezése igen értékes: a népi faragású szószék, a festett főúri és papi padok. A templomi felszerelés legbecsesebb darabjai a két, 18. századi, ón; az 1771-es sárgaréz és az 1666-os évszámmal ellátott, részben aranyozott ezüst kenyérosztó tányérok; valamint az ezüst úrasztali kehely, és pohár 1579-es évszámmal. Két, 17. századi úrasztali terítőt is őriznek, egyik török, a másik magyar.
- A falu népi építészetére a Felső-Tiszavidék tájegység jellegzetességei a jellemzőek.

Nyírlövő lakóházai is szoba+konyha+kamra (vagy hátsó kamra) elrendezésűek. A falazatot korábban karóvázas sárból, a századfordulótól vályogból építették. A konyhát boltív választja ketté, a helyiségek földpadlósak, a falakat fehérre meszelik. A szalmafedeles nyeregtető az utca felé csapott végű, az oromfalak deszkából készültek. Sajnos ennek a hagyományos építkezésnek mára szinte emléke sem maradt. A gazdasági épületek (istálló, tyúkól, disznóól) a ház mögött külön helyezkedtek. Újabban a házzal szemközt nyári konyha épül.
A népi építészet jeles emléke, műemlék jellegű épület a Kossuth utca 10. sz. alatti szoba+konyha+kamra elrendezésű, vályogfalú, hátul kontyolt, szalmatetős lakóház, mely 1890 körül épült. A konyha szabadkéményes. Korábban a szobában csonkakúpszerű búbos kemence volt, melyet később szögletes kemencével pótoltak.